# Vernonia missurica
Vernonia missurica es una especie de planta perenne de la familia de las asteráceas. Se encuentra en Estados Unidos y Canadá. 

## Descripción
Alcanza un tamaño de 0.91 a 1.5 m de alto y 0,91 a 1,2 m de ancho, y, en algunos casos, la planta puede exceder un máximo de 1,8 m. Las hojas de la planta son de color verde oscuro y se dispones de forma alterna. Las flores se producen de julio a agosto, y son de color magenta  rojizo-marrón, con brácteas. Cada flor tiene 30-60 flósculos en el disco. Tienen tronco central grueso que está cubierta de pelos blancos. Las flores crecen cerca una de  otra y no tienen  radios. Sus tallos son pubescentes y de color marrón rojizo en color.

## Hábitat
La planta crece en la riveras de los ríos en los bosques, praderas húmedas, pantanos, y  prados de juncias.

## Ecología
La planta es polinizada por abejas, abejorros, abejas Halictidae y las abejas minadoras, mariposas y polillas son también de visitantes frecuentes. Algunas de orugas se alimentan de la planta, las más comunes son Grammia parthenice, Perigea xanthioides y Papaipema cerussata. Herbívoros y mamíferos evitan la especie debido a su sabor amargo.

## Taxonomía
Vernonia missurica fue descrita por  Constantine Samuel Rafinesque y publicado en Herbarium Rafinesquianum 28–29. 1833.
Sinonimia
- Vernonia aborigina Gleason
- Vernonia drummondii
- Vernonia michiganensis Daniels
- Vernonia reedii Daniels[7]